# Ovidio Poletto
Ovidio Poletto (ur. 27 marca 1935 w Canevie) – włoski duchowny katolicki, biskup diecezji Concordia-Pordenone w latach 2000-2011.

## Życiorys
Święcenia kapłańskie przyjął 6 lipca 1958 i został inkardynowany do diecezji Vittorio Veneto. Pełnił funkcje m.in. wicerektora seminarium diecezjalnego (1968-1972), wikariusza biskupiego ds. duszpasterskich (1984-1988) i wikariusza generalnego diecezji (1988-2000).

### Episkopat
16 września 2000 został mianowany przez papieża Jana Pawła II biskupem diecezji Concordia-Pordenone. Sakry biskupiej udzielił mu 11 listopada tegoż roku bp Alfredo Magarotto. Rządy w diecezji objął 8 grudnia 2000.
25 lutego 2011 przeszedł na emeryturę.